# Indian Springs, Texas
Indian Springs är en ort i Polk County i delstaten Texas, USA.